# Geistliche Genossenschaft
Die geistliche Genossenschaft ist ein Rechtsbegriff, der im deutschen Sozialversicherungsrecht und Steuerrecht verwendet wird.

## Sozialversicherungsrecht
Im Sozialversicherungsrecht findet sich der Begriff der geistlichen Genossenschaft in § 6 Abs. 1 Nr. 7 SGB V sowie in § 27 Abs. 1 Nr. 4 SGB III und in § 318 Abs. 1 Nr. 3 SGB VI, wo die Versicherungsfreiheit zur Gesetzlichen Krankenversicherung bzw. zur Arbeitslosenversicherung geregelt ist bzw. besondere Voraussetzungen für Ermessensleistungen aus der Gesetzlichen Rentenversicherung normiert sind. Die Mitglieder einer geistlichen Genossenschaft –  Mönche, Diakonissen oder sonstige Ordensmitglieder – sind nach dem Gesetz nicht sozialversicherungspflichtig, wenn sie aus überwiegend religiösen oder sittlichen Beweggründen Krankenpflege, Unterricht oder andere gemeinnützige Tätigkeiten ausüben und solange sie nicht mehr als freien Unterhalt oder ein geringes Arbeitsentgelt (Taschengeld) für den nötigsten Lebensunterhalt beziehen.

## Steuerrecht
Im Steuerrecht werden steuerbegünstigte Zwecke nur anerkannt, wenn die Satzung der geistlichen Genossenschaft neben anderem auch den Anforderungen des § 60 i. V. m. Anlage 1 der Abgabenordnung genügt. Für vor dem 1. Januar 2009 errichtete geistliche Genossenschaften ist die satzungsmäßige Vermögensbindung zur Anerkennung steuerbegünstigter Zwecke nicht erforderlich (§ 62 AO a.F. i. V. m. Artikel 97 § 1f Abs. 1 EGAO). Weitere steuerliche Besonderheiten für geistliche Genossenschaften finden sich in § 4 Nr. 27 des Umsatzsteuergesetzes sowie in § 3 Abs. 1 Nr. 4 des Grundsteuergesetzes (hier als religiöse Genossenschaft).